# Steinmetzen (Adelsgeschlecht)

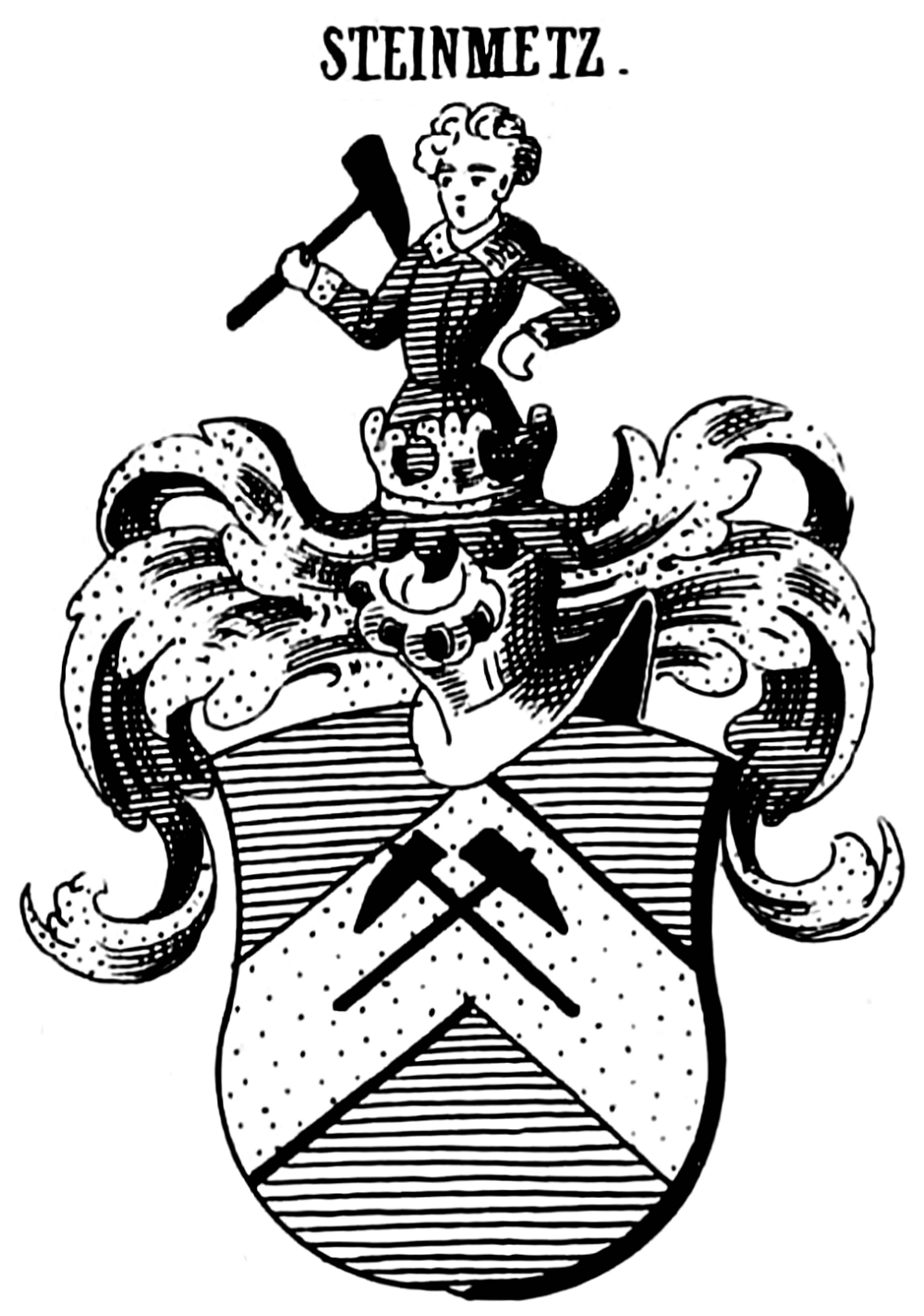
Stammwappen derer von Steinmetz (Hessen)

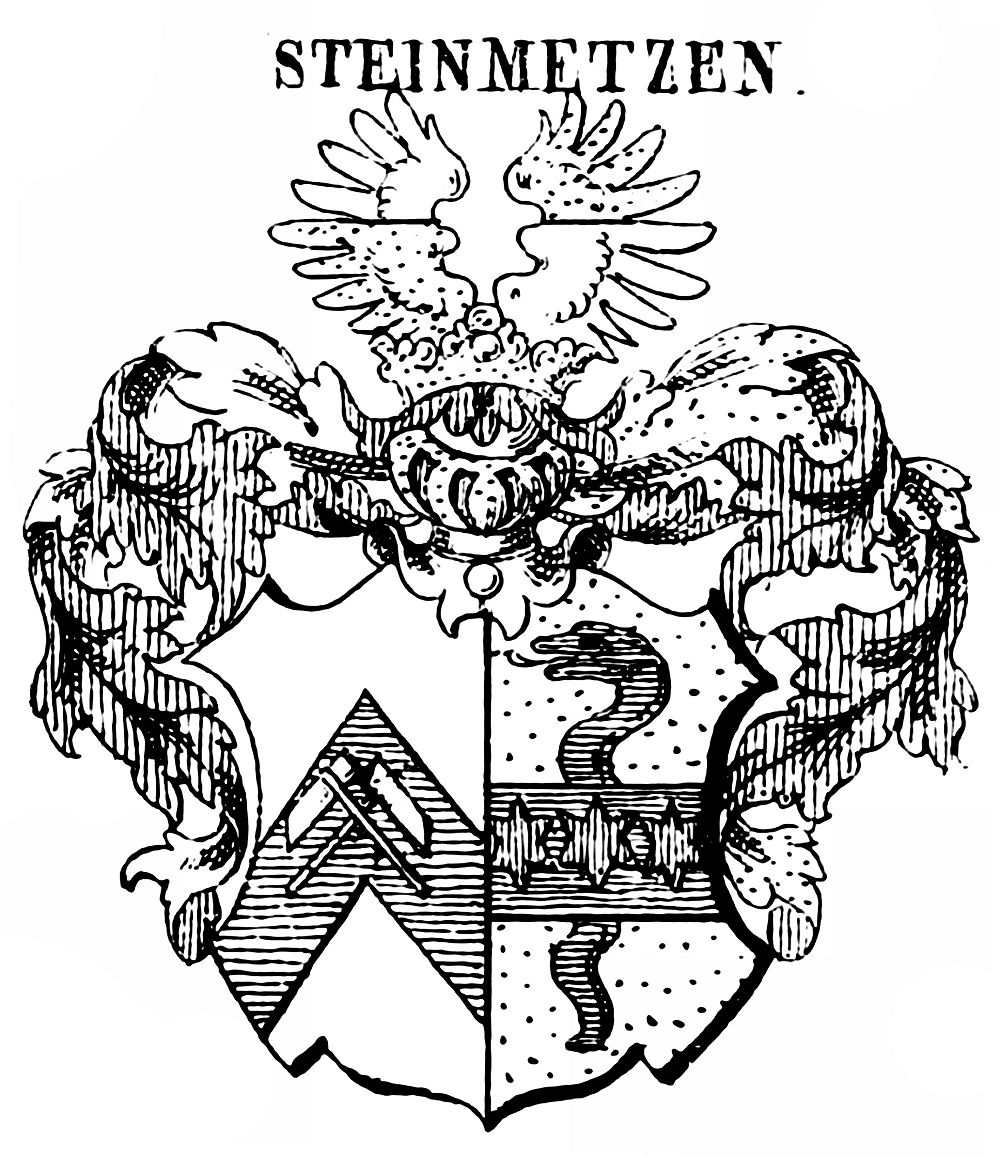
Wappen derer von Steinmetzen (Preußen)

Steinmetzen war ein eichsfeldisches Adelsgeschlecht, zunächst ansässig in der Reichsstadt Frankfurt am Main und später im Eichsfeld unter anderem in Siemerode bei Heiligenstadt und in Beuren begütert.

## Geschichte
Im 15. Jahrhundert war die Patrizierfamilie Steinmetz in Frankfurt am Main ansässig, wo sie der Stubengesellschaft Zum Frauenstein angehörte. Sie nannte sich nach der gräzisierten Form auch Latomus. Ein bedeutender Geschichtsschreiber war der Humanist und Theologe Johannes Steinmetz genannt Latomus, 1524 in Frankfurt von vermögenden und vornehmen, dem Haus Frauenstein angehörigen Eltern geboren. Niclas gen. Steinmetz bildete eine Handelsgesellschaft zu Frankfurt. Von den Brüdern, die in Frankfurt mit Fischhandel (Lübecker Handel) zu Vermögen kamen, ist vor allem Caspar Niclas gen. Steinmetz (1533–1591) zu nennen: Er machte als Katholik und Frauensteiner in der Nachfolge seines Vaters ab 1566 Ratskarriere, erreichte 1573 das Amt des Jüngeren Bürgermeisters und wurde 1576 Schöffe. Der Frankfurter Johann Jacob Becht, Gewürzkrämer zum Paradeis, heiratete im Jahr 1600 Catharina, die Tochter des verstorbenen Schöffen Caspar Niclas genannt Steinmetz. Er wurde im folgenden Jahr in die Patriziergesellschaft Frauenstein aufgenommen, welcher er im Jahr 1628 einen vergoldeten Silberbecher mit Inschrift verehrte.
1688 wurde Theodor von Steinmetzen kurmainzischer Rat am Oberamt in Heiligenstadt und kaufte 1689 den freien Hof Oberode bei Siemerode, wo er zeitweise seinen Wohnsitz nahm. Um in die eichsfelder Ritterschaft aufgenommen zu werden und einen Sitz auf dem Landtag zu erhalten, kaufte er die Ritterlehen der Wüstungen Wolkramshausen und Beinrode von Otto Christoph von Worbis: Die offizielle Belehnung für den Hof Oberode durch den Mainzer Kurfürsten erfolgte im Jahr 1690 und nochmals 1696.

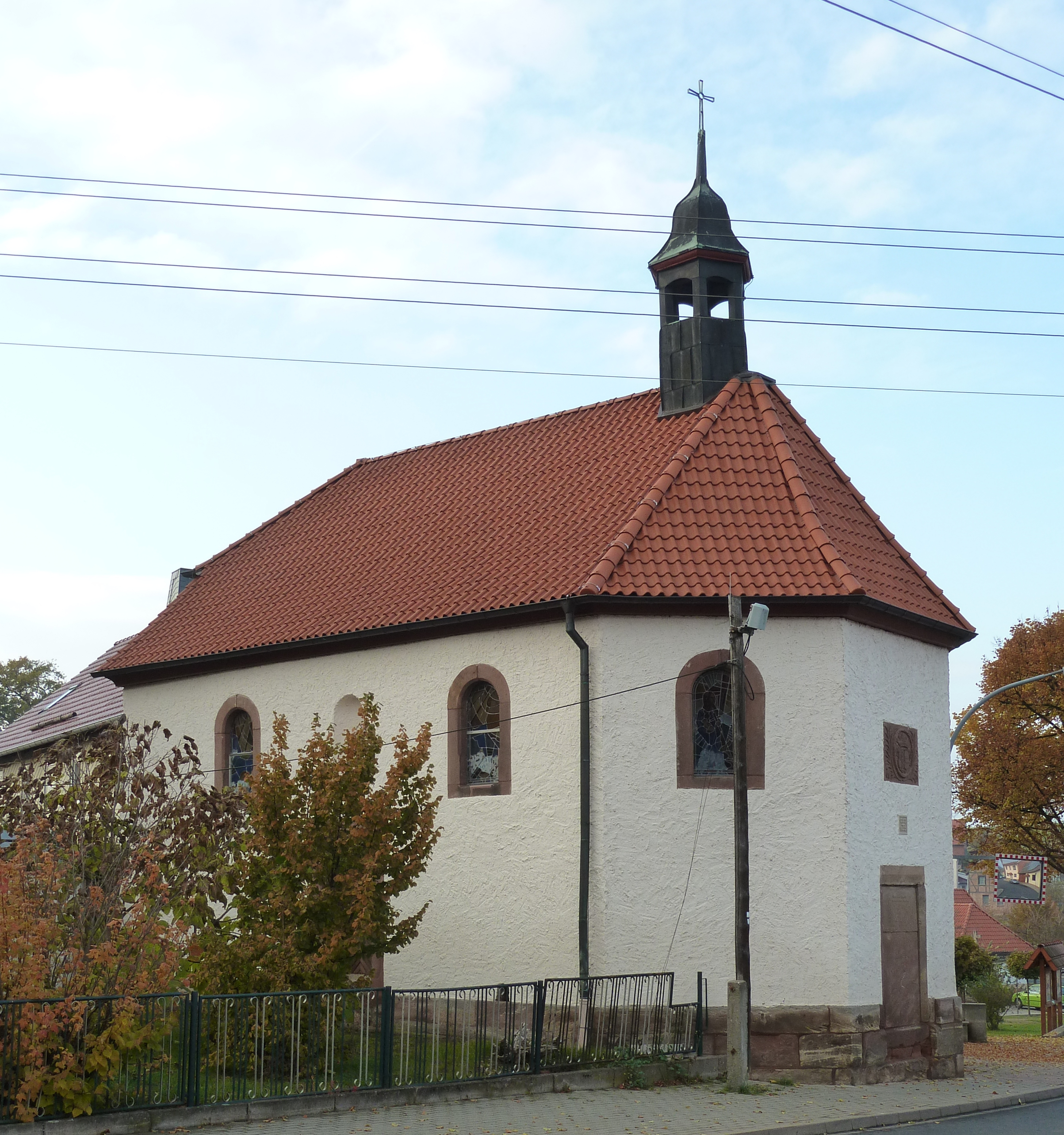
Magdalenenkapelle Siemerode, Steinmetzen'sche Grablege

Der Kaiser erneuerte bzw. bestätigte ihm im 17. Jahrhundert seinen Adelsstand und später erhielt er noch die Hofpfalzgrafenwürde. 1703 erbauten Theodor von Steinmetzen und seine Frau Margaretha geb. von Uslar in Siemerode die Magdalenenkapelle, sie diente einigen Familienmitgliedern als Grabstätte.

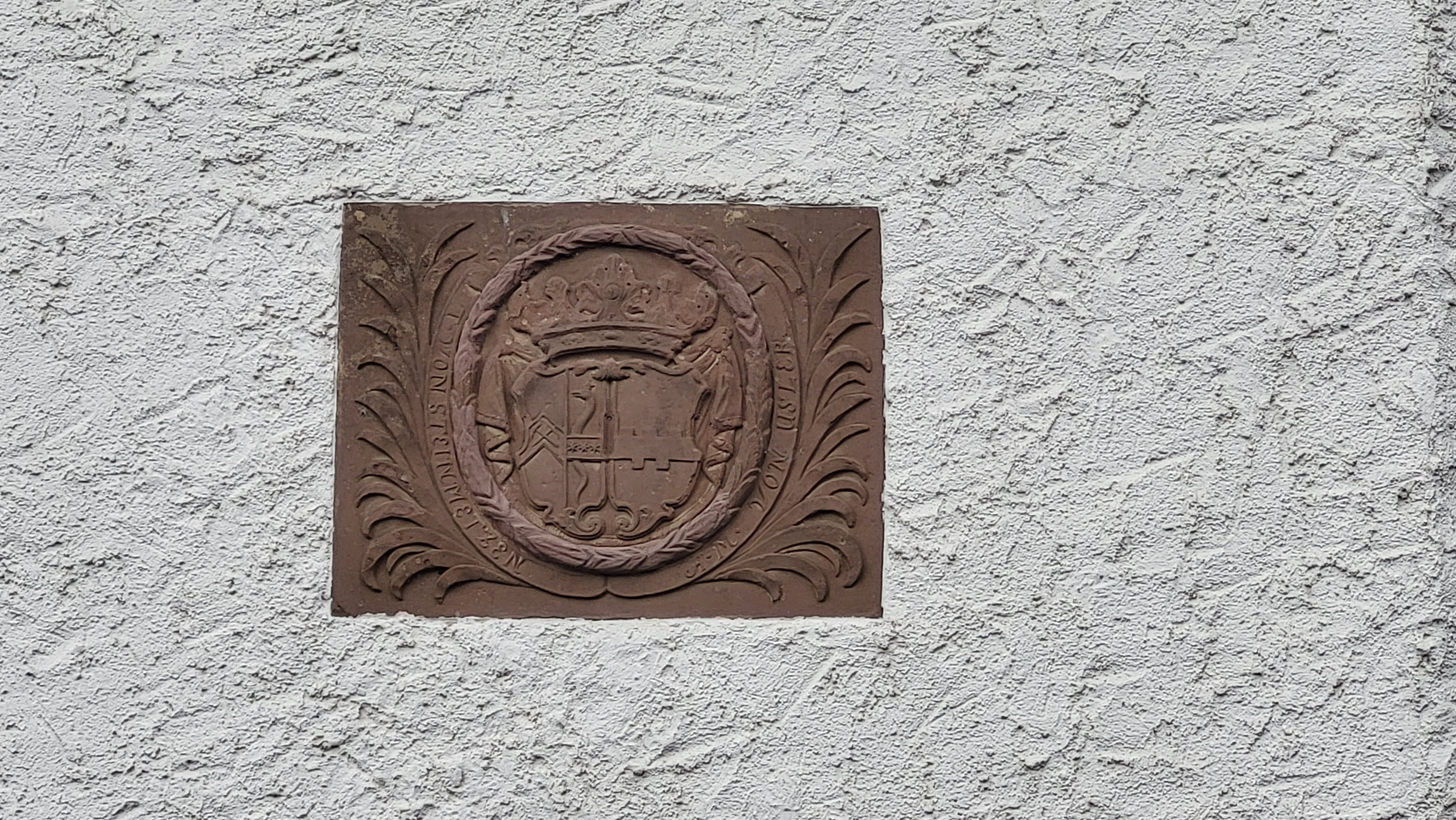
Allianzwappen Steinmetzen-Uslar an der Magdalenenkapelle Siemerode

1750 wurde dem Rat Theodor von Steinmetzen der Reichsadelsstand bestätigt. Ab 1770 wird der Hof Oberode als Gut Siemerode, später als Rittergut bezeichnet.

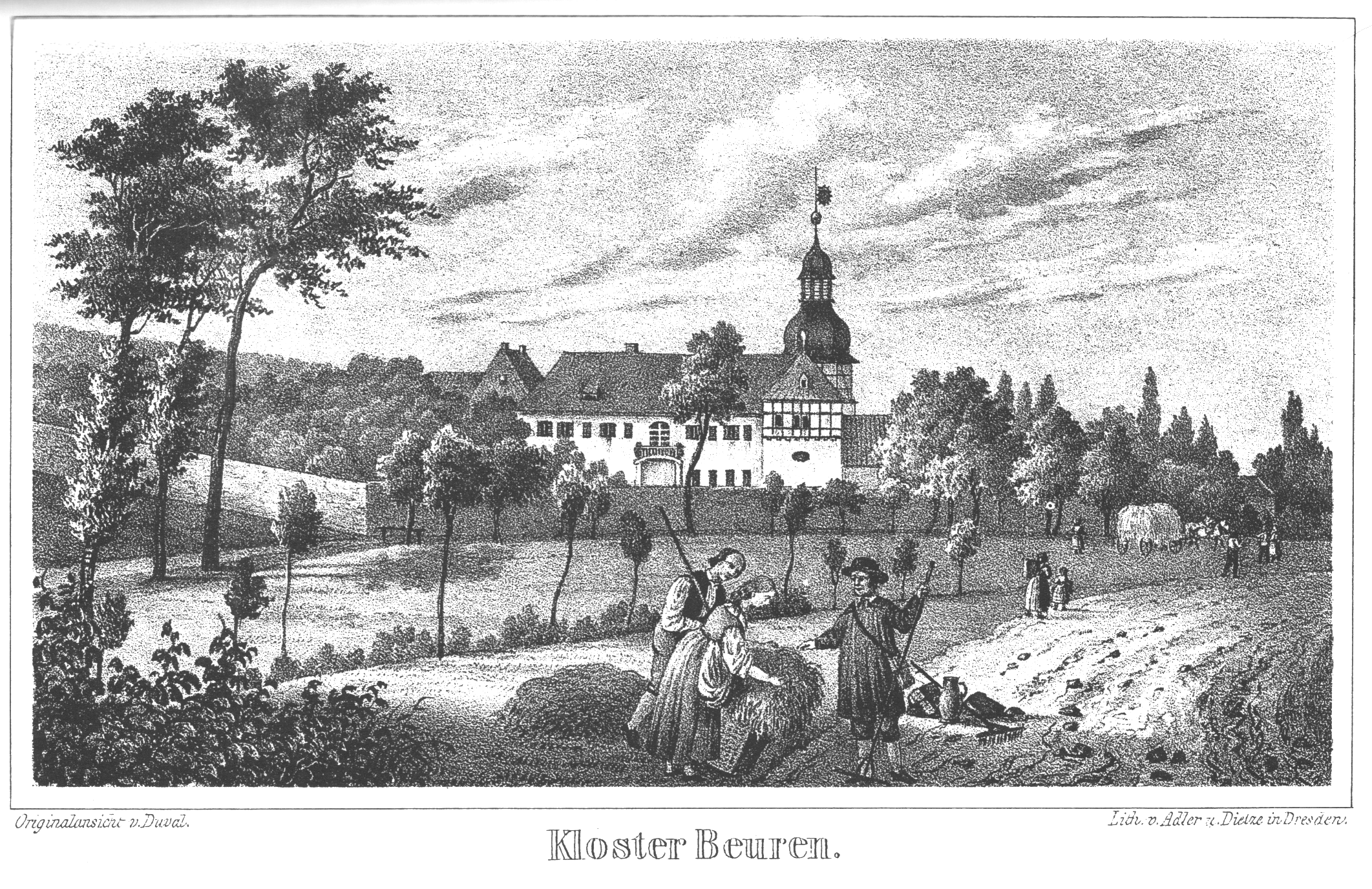
Steimmetzen'sches Klostergut Beuren, um 1840

Im August 1810 erfolgte der Kauf des ehemaligen Klosters Beuren für 185.000 Franken durch die Brüder Wilhelm, Carl und Georg von Steinmetzen. Die letzte überlebende von Steinmetzen, Georgs Tochter Wilhelmine, heiratete dort Carl Freiherr von Hanstein und starb 1887. Beuren kam 1835 in Wilhelmines Besitz. Ihr gemeinsamer Sohn war Sittig von Hanstein (1837–1904), preußischer Verwaltungsbeamter und Parlamentarier, Erbherr auf Unterhof-Wahlhausen. Wilhelmines ältester Sohn, der Oberförster Karl Freiherr von Hanstein, verkaufte das Steinmetzen'sche Klostergut Beuren 1887 an seinen Schwager, Wilhelmines Schwiegersohn, den Oberst Günter von Krieger. Dessen Sohn wiederum veräußerte das Klostergut 1907 an den Erfurter Geheimen Kommerzienrat Ferdinand Lucius (1830–1910) für 480.000 Mark. Bereits ab 1911 erfolgten weitere zahlreiche Besitzer- und Nutzungswechsel, darunter u. a. eine Pralinenmanufaktur, bevor der letzte Eigentümer, der Rechtsanwalt Erich Bockler, 1945 entschädigungslos enteignet wurde.

## Wappen
Blasonierung: 
- Stammwappen: In Blau ein goldener Sparren, belegt mit zwei gekreuzten (schwarzen?) Hämmern. Auf dem Helm mit blau-goldenen Helmdecken ein wachsender blau-gekleideter Mann, in der rechten einen Hammer haltend.
- Gemehrtes Wappen: Von Silber und Gold gespalten, rechts ein blauer Sparren, belegt mit zwei gekreuzten silbernen Spitzhämmern, links eine von einem blauen mit drei roten Sternen belegten Balken überdeckte blaue Schlange. Auf dem gekrönten Helm mit rechts rot-silbernen, links rot-goldenen Decken ein offener von Silber und Gold übereck geteilter Flug.

## Vertreter
- 1479 wurde Theodor Steinmetz von Kaiser Friedrich III. zum Ritter geschlagen, die Söhne:
  - Jakob (gest. 1544), Theologieprofessor an der Universität Löwen
  - Bartholomäus, kurfürstlicher Rat in Trier, Teilnehmer am Reichstag 1547/48
  - Peter Niklas Steinmetz, auch Petrus Latomus genannt, Kanoniker des kaiserlichen Stifts St. Bartholomäus, seit 1531 Dechant, dort zum Luthertum übergetreten
  - Nikolaus und Theodor kämpften für Kaiser Karl V.
    - Johannes Steinmetz (1524–1598), 1543 Kanonikus und 1561 Dechant am Bartholomäusstift Frankfurt (Sohn von Nikolaus)

- Theodor von Steinmetzen, zunächst Professor an der Universität in Erfurt, 1688 mainzischer Kanzleirat und später Kanzleidirektor zu Heiligenstadt
  - Rudolf Theodor von Steinmetzen (1671–1743), mainzischer Kanzleirat bzw. Regierungsrat der Statthalterei in Heiligenstadt
  - Georg Theodor von Steinmetzen (1683?–1760), heiratete Katharina von Uslar, wohnte ab 1707 in Siemerode
    - eine Tochter wird 1767 Äbtissin im Kloster Gertrudenberg bei Osnabrück
    - Christoph Rudolf von Steinmetzen (1728–1769), mainzischer Regierungsrat in Heiligenstadt
      - Carl Friedrich von Steinmetzen (gest. 1817), kaiserlich österreichischer Hauptmann
      - Wilhelm von Steinmetzen (gest. 1836), österreichischer General
      - Georg Christian von Steinmetzen (gest. 1833), mainzischer Regierungsrat in Heiligenstadt, danach königlich westfälische Unterpräfekt zu Nordhausen[11]
        - Karl von Steinmetzen (1797–1833), preußischer Husarenleutnant